# 宮田正英
宮田 正英（みやた まさひで、1967年 - ）は、日本のゲームクリエイター。
『エストポリス伝記シリーズ』、『ルーンファクトリーシリーズ』などのディレクター、シナリオライターとして知られる。

## 作品
- エストポリス伝記シリーズ
  - エストポリス伝記
  - エストポリス伝記II
  - エストポリス
- カオスシード～風水回廊記～
- ルーンファクトリーシリーズ
  - ルーンファクトリー -新牧場物語-
  - ルーンファクトリー2
  - ルーンファクトリー3
  - ルーンファクトリー フロンティア
  - ルーンファクトリー オーシャンズ